# Ель-Орнільйо
Ель-Орнільйо (ісп. El Hornillo) — муніципалітет в Іспанії, у складі автономної спільноти Кастилія-і-Леон, у провінції Авіла. Населення — 355 осіб (2010).
Муніципалітет розташований на відстані близько 120 км на захід від Мадрида, 55 км на південний захід від Авіли.

## Демографія
Динаміка населення (INE ):